# Jacques Clemens
Padre Jacques Clemens (Haia, 11 de julho de 1909 - Valônia, 7 de março de 2018) foi um centenário holandês-belga, que até a data da sua morte, foi o sacerdote em atividade mais longevo do mundo, além do belga mais velho desde a morte de Aimé Wille, em 7 de maio de 2015, e o homem mais velho nascido nos Países Baixos desde a morte de Wim Hendriks, em 21 de março de 2016.

## Biografia
Jacques Clemens nasceu em 11 de julho de 1909 em Haia, nos Países Baixos. Tornou-se sacerdote em 1936 e liderou a missa na paróquia de "La Bultia" no município de Ham-sur-Heure-Nalinnes, em Hainaut, na Valônia, desde 1958. Aos 102 anos, Clemens caiu e foi levado para o hospital, onde não tinha certeza se continuaria seu trabalho, o que ele eventualmente fez.
Clemens tinha alguns problemas com a caminhada e pouco tempo antes do seu 106.º aniversário, sua saúde declinou um pouco devido a outra queda, embora ele tenha sido curado dez dias depois. Quando foi anunciado o homem mais velho da Bélgica, ele se recusou a dar algum comentário, como um de seus amigos afirmou: Seu desejo é morrer no altar em sua igreja.
Clemens viveu seus ultimos anos de vida na cidade de Ham-sur-Heure-Nalinnes, na Valónia. Faleceu no dia 7 de março de 2018.